# Forêt de Moulière, landes du Pinail, bois du Défens, du Fou et de la Roche de Bran
Forêt de Moulière, landes du Pinail, bois du Défens, du Fou et de la Roche de Bran este o arie protejată (arie de protecție specială avifaunistică — SPA) din Franța întinsă pe o suprafață de 8.123 ha, integral pe uscat.

## Localizare
Centrul sitului Forêt de Moulière, landes du Pinail, bois du Défens, du Fou et de la Roche de Bran este situat la coordonatele 46°39′N 0°30′E / 46.65°N 0.5°E.

## Înființare
Situl Forêt de Moulière, landes du Pinail, bois du Défens, du Fou et de la Roche de Bran a fost declarat arie de protecție specială avifaunistică în baza directivei 79/409 din 1979 referitoare la conservarea păsărilor sălbatice pentru a proteja 37 de specii de animale.

## Biodiversitate
Situată în ecoregiunea atlantică, aria protejată nu include niciun habitat protejat.
La baza desemnării sitului se află mai multe specii protejate de  păsări (37): fluierar de munte (Actitis hypoleucos), pescăruș albastru (Alcedo atthis), rață mare (Anas platyrhynchos), fâsă-de-câmp (Anthus campestris), fâsă de luncă (Anthus pratensis), stârc cenușiu (Ardea cinerea), ciuf de câmp (Asio flammeus), caprimulg (Caprimulgus europaeus), barză albă (Ciconia ciconia), barză neagră (Ciconia nigra), șerpar (Circaetus gallicus), erete de stuf (Circus aeruginosus), erete vânăt (Circus cyaneus), erete cenușiu (Circus pygargus), ciocănitoarea de stejar (Dendrocopos medius), ciocănitoare neagră (Dryocopus martius), egretă albă (Egretta alba), presură de grădină (Emberiza hortulana), presură de stuf (Emberiza schoeniclus), șoim de iarnă (Falco columbarius), șoim călător (Falco peregrinus), becațină comună (Gallinago gallinago), găinușă de baltă (Gallinula chloropus), cocor (Grus grus), sfrâncioc roșiatic (Lanius collurio), Locustella naevia, gaia neagră (Milvus migrans), gaia roșie (Milvus milvus), culic mare (Numenius arquata), vultur pescar (Pandion haliaetus), viespar (Pernis apivorus), cristei de baltă (Rallus aquaticus), sitar de pădure (Scolopax rusticola), silvie de tufiș (Sylvia undata), fluierar cu picioare verzi (Tringa nebularia), fluierarul cu picioare roșii (Tringa totanus), nagâț (Vanellus vanellus).
Pe lângă speciile protejate, pe teritoriul sitului au mai fost identificate 27 de specii de păsări.